# Чжашуй
Чжашу́й (кит. упр. 柞水, пиньинь Zhàshuǐ) — уезд городского округа Шанло провинции Шэньси (КНР). Уезд назван по реке Чжашуйхэ.

## История
Во времена правления императрицы У Цзэтянь в 696 году западная часть уезда Фэнъян была выделена в отдельный уезд Анье (安业县). При империи Тан в 758 году он был переименован в Ганьюань (乾元县), а при империи Поздняя Хань в 949 году — в Ганью (乾佑县). После чжурчжэньского завоевания уезд вошёл в состав империи Цзинь и был присоединён к уезду Сяньнин (咸宁县).
При империи Цин в 1782 году на стыке уездов Сяньнин, Ланьтянь и Чжэньань был создан Сяоиский комиссариат (孝义厅), подчинённый напрямую Сианьской управе (西安府). После Синьхайской революции в Китае была проведена реформа структуры административного деления, и в 1913 году управы были упразднены, а комиссариаты — преобразованы в уезды, в результате чего появился уезд Сяои (孝义县). В 1915 году он был переименован в Чжашуй.
Во время гражданской войны эти места перешли под контроль коммунистов в мае 1949 года. В 1950 году был создан Специальный район Шанло (商雒专区), и уезд вошёл в его состав. В 1958 году уезд Чжашуй был присоединён к уезду Чжэньба, но в 1961 году воссоздан. В 1964 году в рамках национальной программы по упрощению иероглифов иероглиф 雒 из названия специального района был заменён на 洛. В 1969 году Специальный район Шанло был переименован в Округ Шанло (商洛地区).
В 2002 году постановлением Госсовета КНР были расформированы округ Шанло и городской уезд Шанчжоу, и образован городской округ Шанло.

## Административное деление
Район делится на 1 уличный комитет и 8 посёлков.